# Pseudant

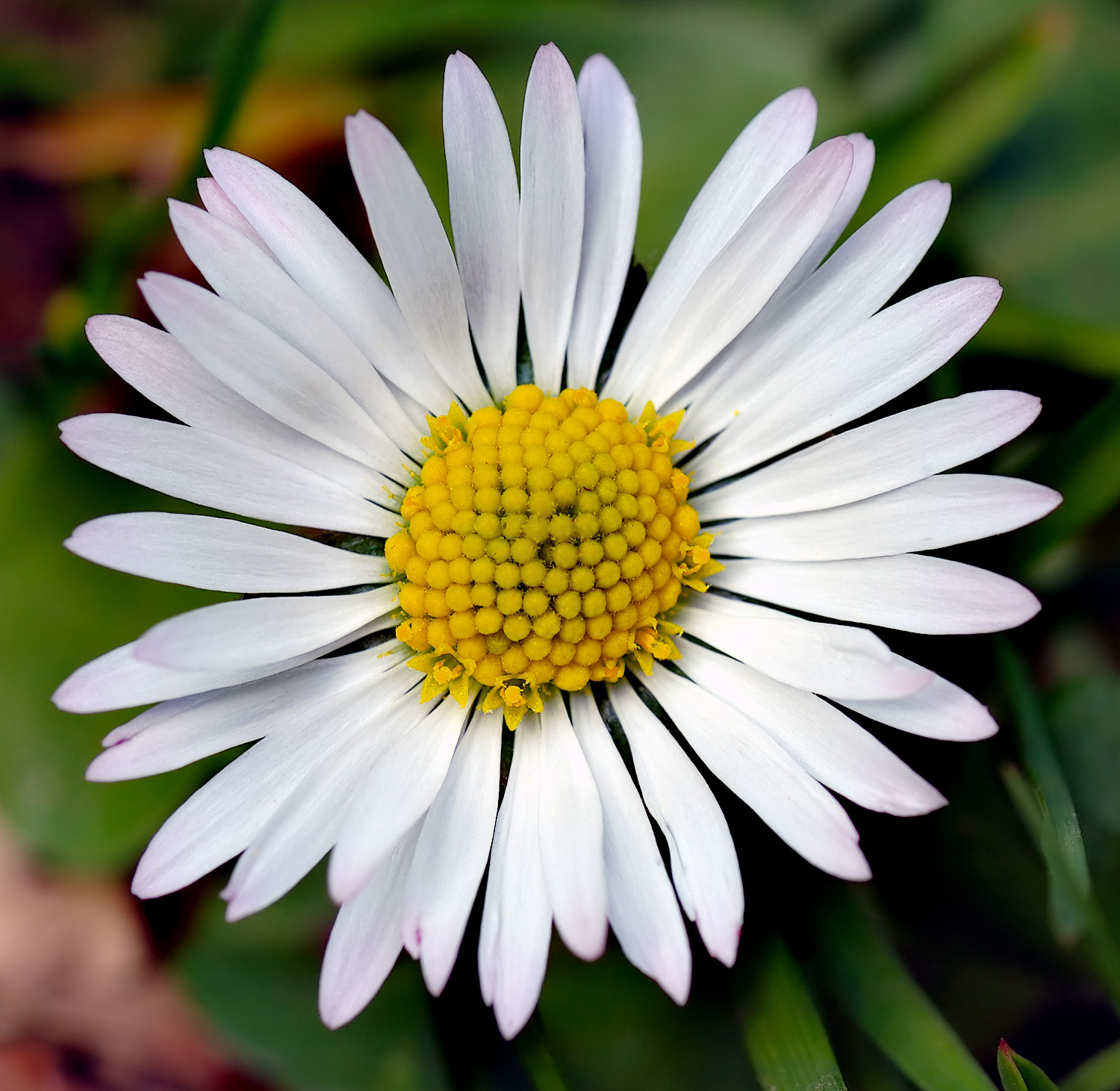
Exemple de pseudant de Bellis perennis

Un pseudant (del grec, "falsa flor") és un tipus particular d'inflorescència on les diverses flors s'agrupen per formar una estructura semblant, tota ella, a una única flor. Les flors individualment són generalment petites, però de vegades pot, el pseudant, ser molt gros (com en la flor de gira-sol). Així, els pseudants característic de la família Asteraceae, se'ls anomena capítols i, sovint, tenen flors amb lígula i flors en flòsculs. Les flors del disc en el centre en flòscul són actinomorfes i la corol·la és soldada en un tub; les flors en la perifèria són zigomorfes i la corol·la té un lòbul gran anomenat lígula. Així, per exemple, una margarida malgrat ser un conjunt molt gran de flors d'aquests dos tipus esmentat, sembla talment una única flor fet que enganya tant els insectes com les persones neòfites en botànica.
En tots els casos, un pseudant és llunyanament indistingible d'una flor, però una inspecció més propera de la seva anatomia revela que està composta de múltiples flors. Així, el pseudant representa una convergència evolutiva de la inflorescència a una unitat de reducció de la reproducció que poden funcionar en la pol·linització com una sola flor, almenys en les plantes entomòfiles que són pol·linitzades per insectes.
Els pseudants es produeixen en algunes espècies de les següents principals famílies:
- Apiaceae
- Araceae
- Asteraceae
- Campanulaceae
- Cornaceae
- Cyperaceae
- Dipsacaceae
- Euphorbiaceae — anomenat específicament ciati
- Hamamelidaceae
- Moraceae
- Poaceae
- Proteaceae
- Rubiaceae